# Saint-Georges-du-Bois (Charente-Maritime)
Saint-Georges-du-Bois is een gemeente in het Franse departement Charente-Maritime (regio Nouvelle-Aquitaine). De plaats maakt deel uit van het arrondissement Rochefort. Saint-Georges-du-Bois telde op 1 januari 2022 1.869 inwoners.

## Geografie
De oppervlakte van Saint-Georges-du-Bois bedroeg op 1 januari 2022 27,9 vierkante kilometer; de bevolkingsdichtheid was toen 67 inwoners per km².
De onderstaande kaart toont de ligging van Saint-Georges-du-Bois met de belangrijkste infrastructuur en aangrenzende gemeenten.

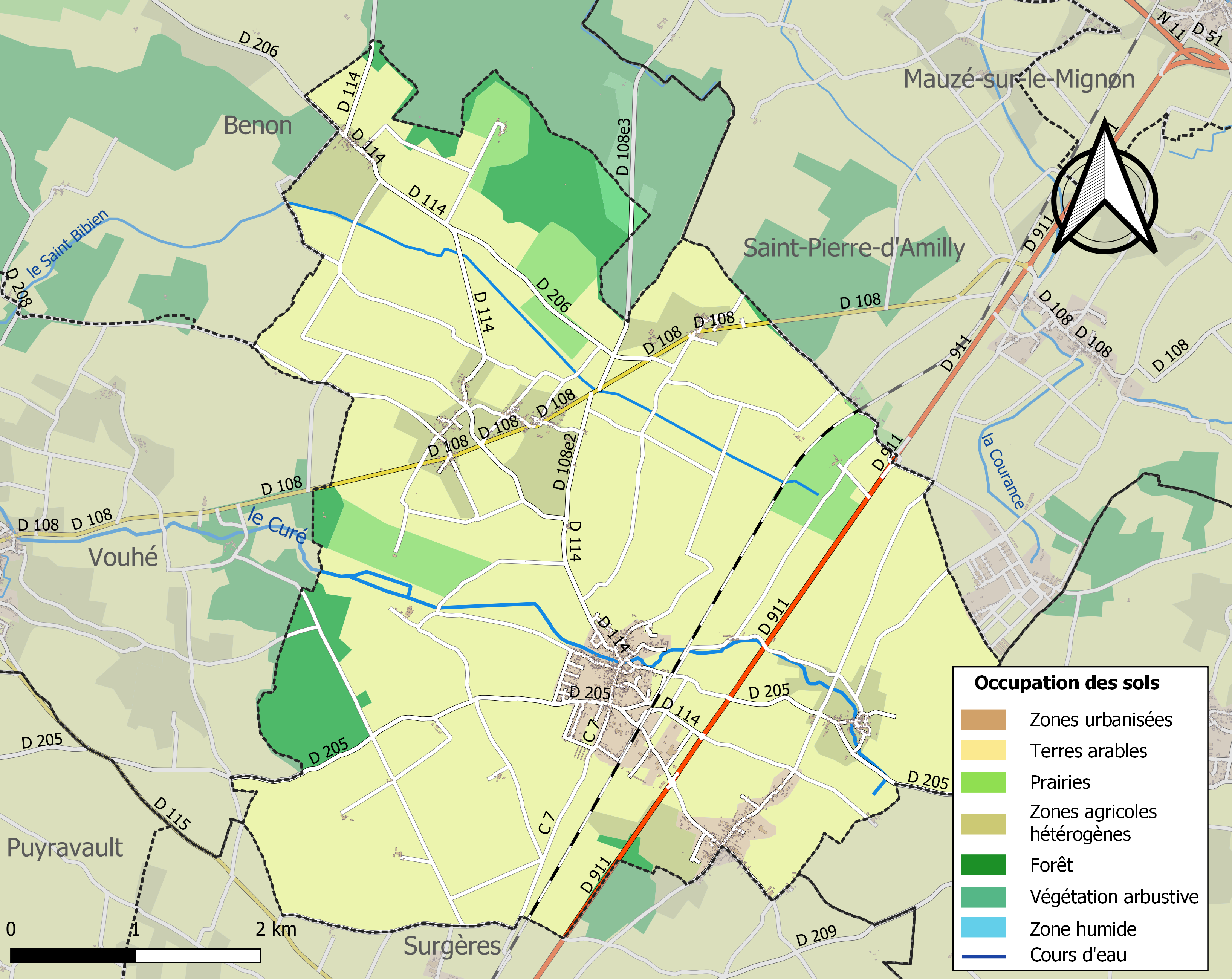

## Demografie
Onderstaande figuur toont het verloop van het inwonertal (bron: INSEE-tellingen).